# Cheonmin
Cheonmin [cʰənmin] bedeutet wörtlich „gemeine Bürger“. Das Wort wurde während der Goryeo-Dynastie und der Joseon-Dynastie zur Bezeichnung der Unterschicht gebraucht. Neben Cheonmin gab es zwei weitere soziale Schichten; die Oberschicht nannte man Yangban, und die Mittelschicht Pyeongmin. Der Unterschicht Cheonmin gehörten Dienerschaften in allen gesellschaftlichen Bereichen an. Aber sie sind nicht als Sklave zu verstehen.  Sie waren frei, und einige Gruppen von ihnen führten ihr Leben wie Normalbürger Pyeongmin. Beruflich waren sie Amts- und Hausdiener, aber auch solche, die damals als unanständig geltende Arbeit verrichteten. Wie Pyeongmin durften sie sich nicht um ein Amt bewerben, noch hatten sie keinen Familienstammbaum Jokbo (족보, 族譜). Einmal als Cheonmin geboren, waren auch seine/ihre Nachkommen Cheonmin, und es gab kaum eine Möglichkeit, von einer unteren Klasse auf die höhere aufzusteigen, während die Abstiegsgefahr für die Oberschicht durchaus bestand. 
Cheonmins wurden in zwei Berufsgruppen eingeteilt: Die eine gehörte der jeweiligen Behörde an, und die andere war selbständig. Die amtlichen Cheonmins waren sieben Berufsgruppen:
1. Gisaeng
2. Dienerin im Palast
3. Dienerschaft in Provinzbehörden[3]
4. Pferdeknecht
5. Gefängniswächter
6. Amtsdiener in Zentralregierung
7. Straftäter

Die selbstständigen, also privaten Cheonmins waren acht Berufsgruppen:
1. buddhistische Mönche
2. Musiker(in)
3. Clown
4. Schamanen
5. Prostituierte
6. Kartenleser
7. Gerber
8. Fleischer